# Petrus Lagerman
Petrus Lagerman , född 11 april 1706 i Östra Eneby församling, Östergötlands län, död 1 mars 1790 i Sankt Olofs församling, Östergötlands län, var en svensk präst.

## Biografi
Petrus Lagerman föddes 1706 i Östra Eneby församling. Han var son till arrendatorn Peter Lagerman och Ingrid Drake på Grimstad. Lagerman studerade i Norrköping och Linköping. Han blev 20 oktober 1725 student vid Uppsala universitet och avlade 15 juni 1731 magisterexamen. År 1733 blev han docens vid Katedralskolan, Linköping och 21 november samma år gymnasieadjunkt därstädes. Lagerman blev 1735 kollega vid Linköpings trivialskola och 23 februari 1737 konrektor vid trivialskolan. Han blev 2 maj 1739 rektor vid Linköpings trivialskola och 1742 lektor in historiarum & moralium vid Katedralskolan. Den 18 december 1743 prästvigdes Lagerman och avlade 30 april 1747 pastoralexamen. Han blev 1747 kyrkoherde i Östra Husby församling och 1750 kontraktsprost i Norrköpings kontrakt (Bråbo härad och Lösings härad 1750, Memmings härad 11 mars 1772). Lagerman blev 13 september 1762 kyrkoherde i Sankt Olofs församling, Norrköping, tillträde 1773. Kallades till pastor primarius i Stockholm 1770, men mottog ej kallelsen. Han avled 1790 i Sankt Olofs församling och begravdes 9 mars samma år av Wiström, med likpredikan av kyrkoherden J. Wåhlander, Östra Husby församling. Lagerman begravdes i Löfgrenska graven i Linköpings domkyrka.
Lagerman var 1753 preses vid prästmötet och 1768 teologie doktor vid jubelfesten i Lund.

### Familj
Lagerman gifte sig 3 september 1738 med Charlotta Löfgren (1720–1784). Hon var dotter till landskamreren Anders Löfgren och Anna Scheibe i Linköping. De fick tillsammans barnen Johannes Lagerman (1739–1740), Petrus Hindrich Lagerman (född 1745), Anna Ingrid Lagerman (1755–1815) som var gift med brukspatron Elias Pasch i Norrköping.